# لئونتیفکا
لئونتیفکا (به لاتین: Leontyevka) یک منطقهٔ مسکونی در روسیه است که در استان آمور واقع شده‌است.